# 克罗弗戴尔 (加利福尼亚州)
克罗弗戴尔（英語：Cloverdale）是美国加利福尼亚州索诺玛县下属的一个城市。于1872年2月28日建市。城市面积约为6.9平方公里，根据2010年美国人口普查，该市有人口8,618人。